# 郭鍾澤
郭钟澤（1996年8月7日—）是中國田徑運動員，曾代表撫順隊參加遼寧省運動會，奪得200公尺、400公尺、4×100公尺接力三枚金牌。2014年，郭钟澤以體育特長生身分進入北京大學就讀，並且參賽時習慣戴著黑框眼鏡，因此曾引起一些記者們的注意。

## 外部連結
- 郭鍾澤在的頁面